# 恋ヶ窪用水
恋ヶ窪用水（こいがくぼようすい）は、東京都国分寺市を流れていた玉川上水の分水（明治以降は国分寺分水からの分水）のひとつである。恋ヶ窪分水、恋ヶ窪村分水とも呼ばれる。

## 歴史
1657年に開削された国分寺分水の一部で、恋ヶ窪村を灌漑するために分水された。真姿の池の湧水も注いでいた。その後明治時代に分水口が廃止されると砂川用水の水に頼ることとなった。昭和40年代以後大半が暗渠化された。2017年12月、開削360年を記念して、国分寺市重要史跡第30号に指定された。

## 復元
すべてが埋め立てられていたが、一部で復元整備が完成している。また、2015年には恋ヶ窪用水路周辺緑地の整備認可が下りている。